# Кеја (Констанца)
Кеја (рум. Cheia) насеље је у Румунији у округу Констанца у општини Градина. Oпштина се налази на надморској висини од 47 m.

## Становништво
Према подацима из 2002. године у насељу је живело 356 становника, од којих су сви румунске националности.